# Elizabeth Barrett Browning
Elizabeth Barrett Browning (n. 6 martie 1806, Coxhoe Hall⁠(d), Regatul Unit al Marii Britanii și Irlandei – d. 29 iunie 1861, Florența, Regatul Italiei) a fost o poetă engleză.
A scris versuri de o deosebită sensibilitate dedicate soțului ei, poetul Robert Browning.
Deși era invalidă și se temea de străini, poeziile sale au devenit cunoscute în cercurile literare după publicarea unor volume de versuri între 1838-1844.

## Opera
- 1847: Sonete unei portugheze ("Sonnets from the Portuguese"), traduse în limba română de Mărgărita Miller-Verghy
- 1851: Ferestrele casei Guidi ("Casa Guidi Window");
- 1860: Poeme înainte de Congres ("Poems Before Congress");
- 1857: Aurora Leigh ("Aurora Leigh").